# 胡賓 (萬曆舉人)
胡賓（16世紀—17世紀），字六合、又字尚之，號生洲，湖廣荊州府監利縣人，明朝政治人物。

## 生平
胡賓是萬曆三十四年（1606年）丙午科湖廣鄉試舉人，四十七年（1619年）授浦江知縣，為政清慎敏銳，縣人稱其為神明，到任不足三個月公庭清靜，吏民得以安寧，遇上旱災親自步行祈禱後下雨，天啟二年（1622年）調平陽知縣，訪問民間疾苦，在地方革除積弊，禁止火耗，塞龍頸河建飛龍橋，興建學宮案山，拆除東寨疏浚城內河以防火患，去除浮架恢復運糧河以便輸送，三年（1623年）遷寧波同知，崇禎三年（1630年）改淮安邳宿河務同知，考績後因父母去世回鄉，其後不再出仕，平陽人為他建祠。

## 引用
1. 1 2  同治《監利縣志·卷十·人物志》：胡賓，字六合，舉萬厯丙午鄉試，除補浦江知縣以清節著，調繁平陽，擢寧波知府【同知】，改淮安府，分司河道，考最以憂歸，時值多故，遂不復出。 府志
2. ↑  光緒《浦江縣志·卷七·秩官》：胡賓，字尚之，湖廣監利舉人，萬厯四十七年任，清慎嚴敏，邑人稱為神明，兩造嚴干証，謂：「無若輩造孽，兩家自可相釋。」任未三月訟庭清肅，吏民安之，遇旱步禱極誠得雨幸不災，以治浦有聲，調繁平陽去。
3. ↑  民國《平陽縣志·卷二十六·職官志五》：胡賓，號生洲，湖廣人，舉人，天啟二年由浦江知縣調平陽，甫下車訪民疾苦，革除積蠧，循分單良法，禁火耗陋規，塞龍頸河建飛龍橋，培學宮案山，拆東寨浚城內河以防火患，去浮架復運糧河以便輸輓，士民樂其慈愛，胥吏憚其精明，遷寧波同知去，闔邑思慕，建祠北津。 舊志